# Pintalia gurneyi
Pintalia gurneyi är en insektsart som beskrevs av Kramer 1983. Pintalia gurneyi ingår i släktet Pintalia och familjen kilstritar. Inga underarter finns listade i Catalogue of Life.